# Paspalum fasciculatum
Paspalum fasciculatum är en gräsart som beskrevs av Carl Ludwig von Willdenow och Johannes Flüggé. Paspalum fasciculatum ingår i släktet tvillinghirser, och familjen gräs. Inga underarter finns listade i Catalogue of Life.